# 湖雜竺鯻
湖雜竺鯻（學名：Variichthys lacustris）為鱸形目鱸亞目鯻科的其中一種，分布於大洋洲巴布亞紐幾內亞淡水水域，為特有種，體呈紡錘型，側扁，背鰭硬棘13枚；背鰭軟條10-11枚；臀鰭硬棘3枚；臀鰭軟條8-9枚，體長可達17公分，成魚棲息在靜止的低地湖泊或沼澤、潟湖，屬草食性，以藻類為食，成魚會保護卵並搧動魚鰭提供足夠的氧，生活習性不明。
其种加词“lacustris”意为“湖沼的”。